# McChicken

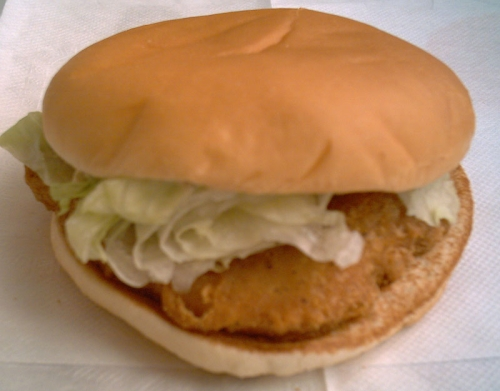
Sanduíche comercializado em franquias do Japão.

McChicken é um sanduíche da rede de alimentação McDonald's. Ocupa o segundo lugar no ranking de vendas da rede (em primeiro lugar está o Big Mac).

## Composição
- Pão com igual ao do sanduíche do quarteirão (com gergelim)
- Frango empanado crocante
- 22 gramas de alface
- Molho semelhante à maionese